# Krag-Juel-Vind-Frijs
Krag-Juel-Vind-Frijs är en dansk adelssläkt, egentligen en gren av ätten Vind, som på grund av arv antagit namn efter de utdöda ätterna Krag och Friis samt efter släkten Juel. Sedan slutet av 1700-talet innehade man grevskapet Frijsenborg, som upplöstes 1922.

## Kända medlemmar
- Christian Emil Krag-Juel-Vind-Frijs (1817–1896), dansk statsminister
- Mogens Christian Krag-Juel-Vind-Frijs (1849–1923), dansk länsgreve och politiker